# Куженер
Кужене́р (рос. Куженер, марій. Кужэҥер) — селище міського типу, центр Куженерського району Марій Ел, Росія. Адміністративний центр Куженерського міського поселення.

## Населення
Населення — 5384 особи (2010; 5869 у 2002).